# Schiguljowsk
Schiguljowsk (russisch Жигулёвск, wissenschaftliche Transliteration Žigulëvsk) ist eine Stadt in der Oblast Samara (Russland) mit 55.565 Einwohnern (Stand 14. Oktober 2010).

## Geografie
Die Stadt liegt gegenüber der Stadt Toljatti, am Nordrand des Wolgabogens Samarskaja Luka mit den Schigulibergen, etwa 90 km westlich der Oblasthauptstadt Samara am rechten Ufer der Wolga, die hier zum Kuibyschewer Stausee angestaut wird.
Schiguljowsk ist der Oblast administrativ direkt unterstellt. Von der Stadt werden zudem fünf Dörfer mit zusammen 4975 Einwohnern direkt verwaltet, sodass die Gesamtbevölkerungszahl der administrativen Einheit Stadt Schiguljowsk 62.412 beträgt (Berechnung 2009).
Die Stadt liegt an der 1961 eröffneten, elektrifizierten Eisenbahnstrecke Sysran–Samara (über Schiguljowskoje More am linken Wolgaufer, wo die kurze Zweigstrecke in das nahe Togliatti abzweigt). Durch Schiguljowsk führt auch die Fernstraße M5 Moskau–Samara–Tscheljabinsk, die in Richtung Samara autobahnähnlich ausgebaut ist. Bahnstrecke und Straße überqueren die Wolga auf der Krone des Staudamms.

## Geschichte

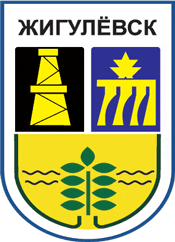
Sowjetisches Stadtwappen

An Stelle der heutigen Stadt sind seit 1647 bzw. 1840 die Dörfer Morkwaschi und Otwaschnoje bekannt. Im 19. und zu Beginn des 20. Jahrhunderts war dieser idyllische Abschnitt des Wolgaufers beliebter Aufenthaltsort von Dichtern und Malern. So arbeitete Ilja Jefimowitsch Repin in Morkwaschi 1870 an seinem berühmten Bild Die Wolgatreidler.
In den 1940er Jahren entstand mit der Entdeckung von Erdöllagerstätten die Arbeitersiedlung Otwaschny, die 1946 den Status einer Siedlung städtischen Typs erhielt. 1949 erfolgte der Zusammenschluss mit den umliegenden Dörfern und die Umbenennung in Schiguljowsk, nach dem Höhenzug südlich des Ortes.
Mit dem Baubeginn des Damms des Kuibyschewer Stausees in unmittelbarer Nähe im Jahre 1950 begann der Ort schnell zu wachsen, sodass am 22. Februar 1952 das Stadtrecht verliehen wurde.
2004 wurde die vormalige Siedlung städtischen Typs Jablonewy Owrag (russisch für Apfelbaumschlucht) am Wolgaufer nordwestlich des Stadtzentrums eingemeindet.

### Bevölkerungsentwicklung

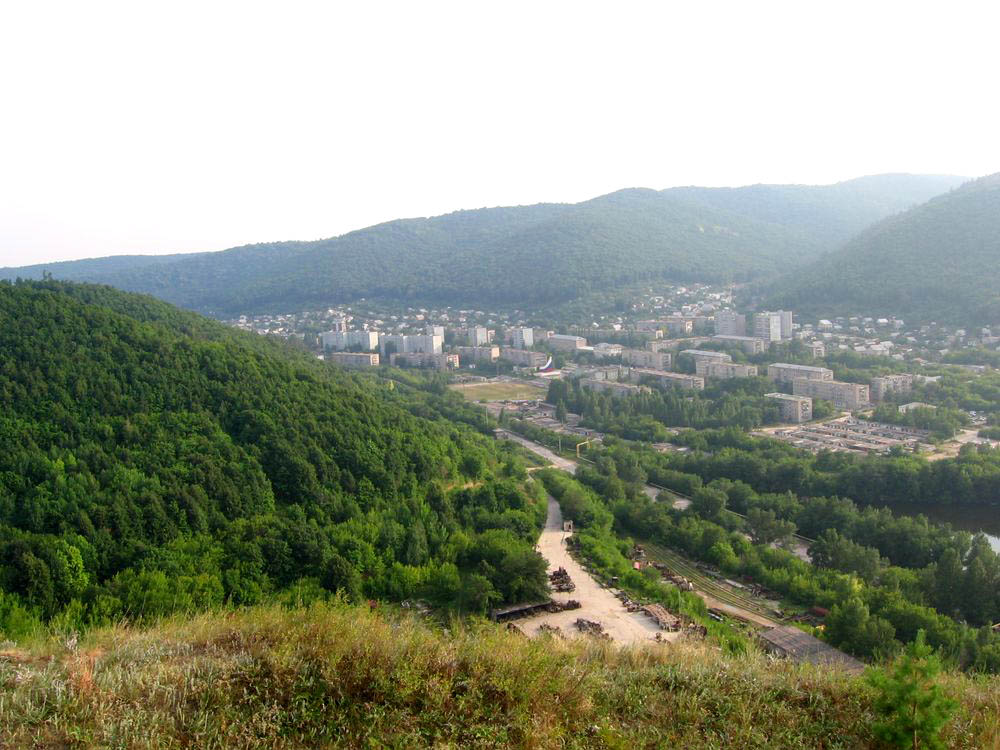
Stadtteil Jablonewy Owrag

| Jahr | Einwohner |
| ---- | --------- |
| 1959 | 46.117    |
| 1970 | 52.130    |
| 1979 | 46.157    |
| 1989 | 44.801    |
| 2002 | 48.770    |
| 2010 | 55.565    |

Anmerkung: Volkszählungsdaten

## Kultur und Sehenswürdigkeiten
Südlich der Stadt wird praktisch der gesamte Wolgabogen vom 1984 eingerichteten 134.000 Hektar großen Nationalpark Samarskaja Luka eingenommen. Die Parkverwaltung befindet sich in Schiguljowsk.

## Wirtschaft

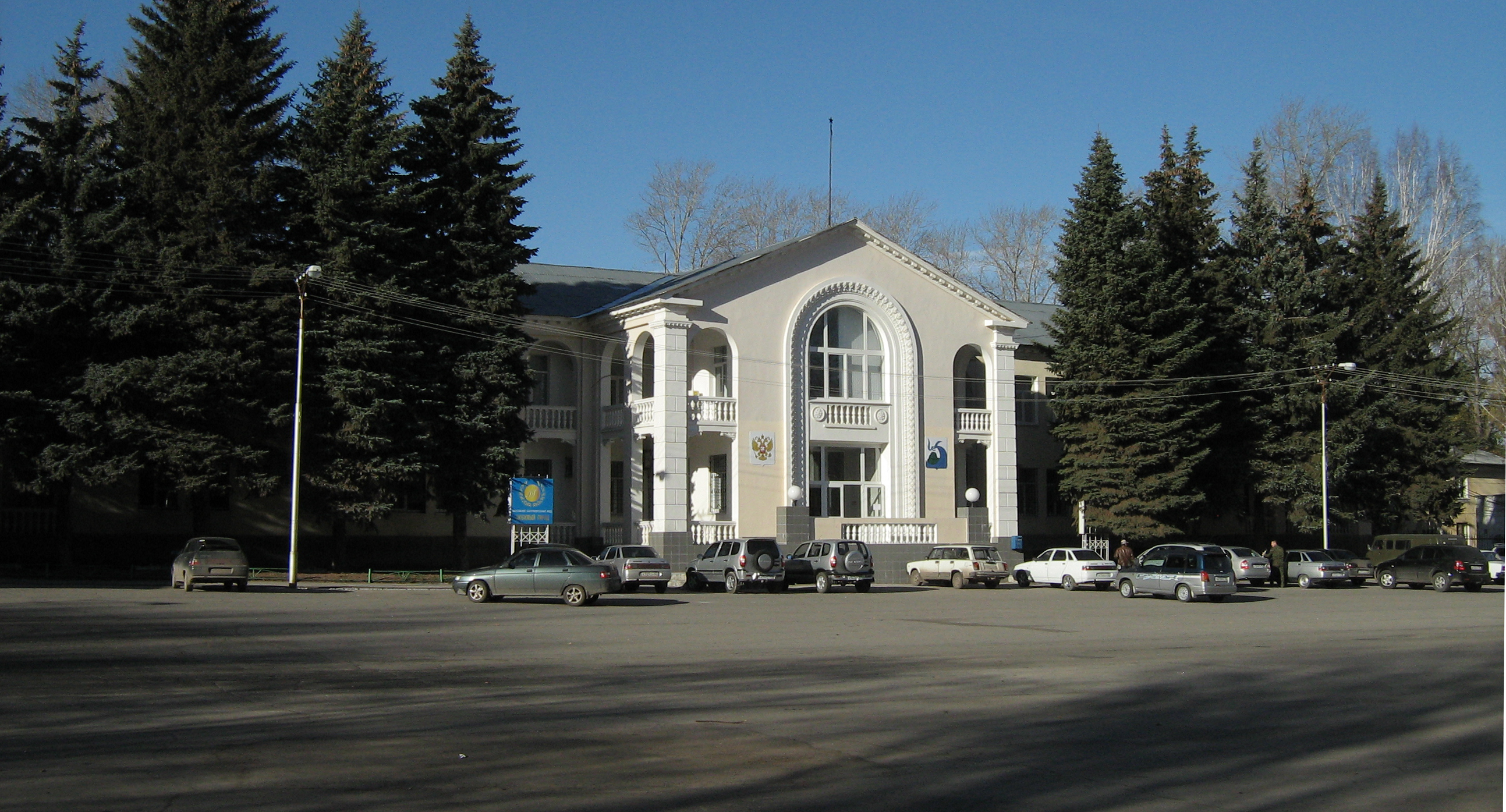
Ölförderverwaltung

Bei Schiguljowsk befindet sich das zur GidroOGK gehörende Schiguljowsker Wasserkraftwerk (früher Wolga-W.-I.-Lenin-Kraftwerk) mit einer Leistung von 2300 MW. In der Umgebung wird durch Samaraneftegas Erdöl gefördert. An mehreren Stellen wird Kalkstein abgebaut. Im Stadtteil Jablonewy Owrag befindet sich ein Zementwerk. Daneben gibt es Betriebe der Elektrotechnik und der Holzwirtschaft.

## Söhne und Töchter der Stadt
- Oleg Saitow (* 1974), Boxer
- Diana Schneider (* 2004), Tennisspielerin